# Apartes
Apartes ou Revista Apartes é um veículo de mídia da Câmara Municipal de São Paulo. A partir de abril de 2018, a revista tornou-se totalmente digital.

## Prêmios
Prêmio Vladimir Herzog
Menção Honrosa do Prêmio Vladimir Herzog por Revista
| Ano  | Obra                  | Veículo de mídia                                   | Autor                  | Resultado |
| ---- | --------------------- | -------------------------------------------------- | ---------------------- | --------- |
| 2013 | "Em busca da verdade" | Apartes – Revista da Câmara Municipal de São Paulo | Fausto Salvadori Filho | Venceu    |